# Teilnahme von Frauen an Kreuzzügen

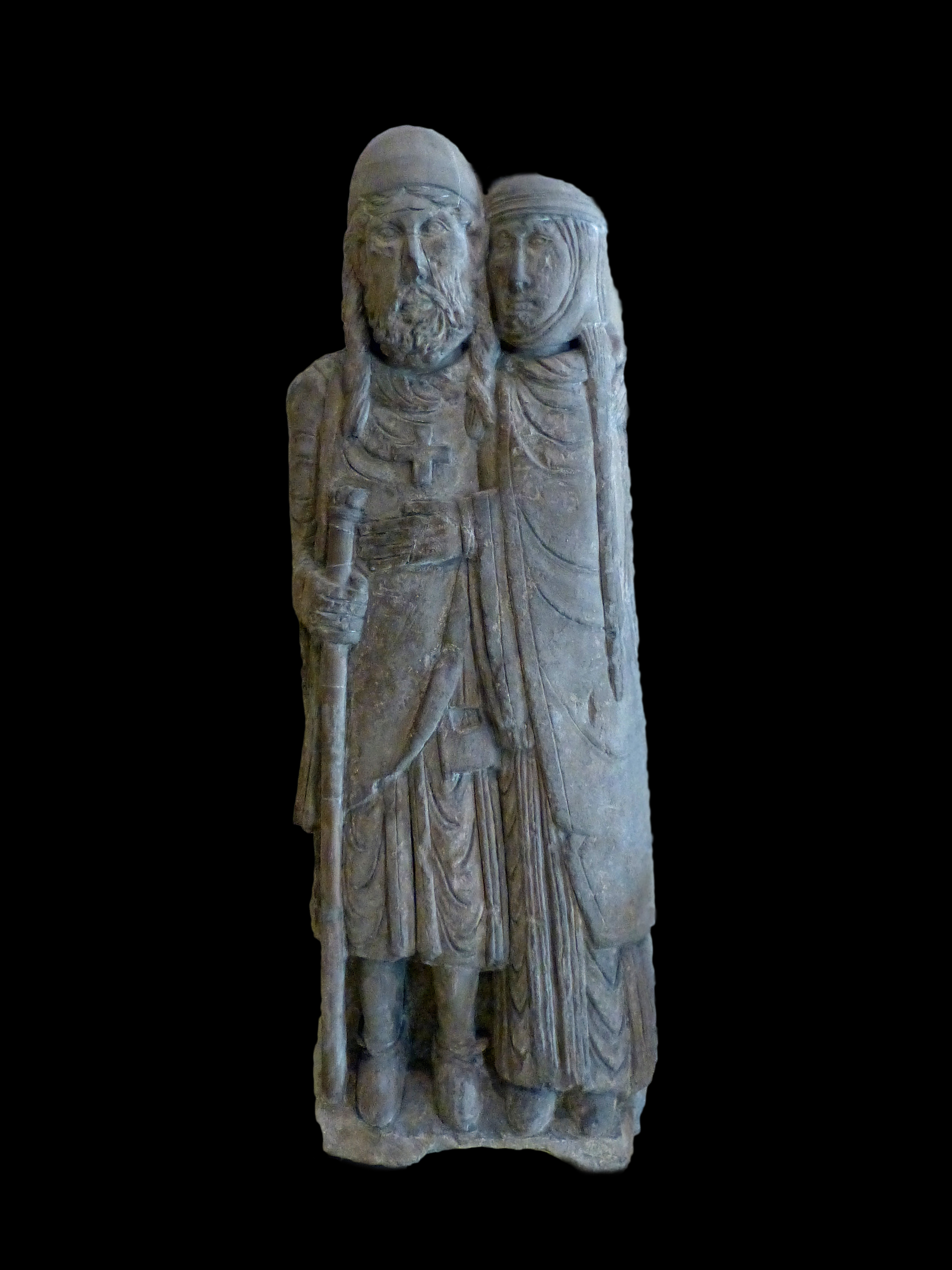
Kreuzfahrerpaar, Skulptur aus der Abtei Belval, 12. Jahrhundert (Musée Lorrain; Titel dort: Die Rückkehr vom Kreuzzug)

Die Teilnahme von Frauen an Kreuzzügen ist ein von der Forschung erst in jüngster Zeit untersuchtes Thema. 
Frauen gehörten zur Gruppe der Nonkombattanten, die ein Kreuzfahrerheer als Tross begleiteten (andere Nonkombattanten waren: Kleriker, Alte und Arme). Die Organisatoren von Kreuzzügen versuchten, die Zahl der Nonkombattanten möglichst gering zu halten; in diesen Zusammenhang gehörte auch, Frauen die Teilnahme am Kreuzzug zu verbieten. 

## Pilger und Pilgerinnen
Waffen zu tragen und aktiv an Kämpfen teilzunehmen, war in der mittelalterlichen Gesellschaft ein Privileg von Männern. Waren die Kreuzzüge im Verständnis der Zeitgenossen aber bewaffnete Pilgerfahrten, so konnten sich unbewaffnete Pilger und Pilgerinnen in Begleitung der Kreuzfahrer ins Heilige Land aufmachen. Das seit der Spätantike bereitliegende Rollenmodell der Pilgerin konnte dafür herangezogen werden. Außer dem Stoffkreuz empfingen Kreuzfahrer bis zum Ende des 12. Jahrhunderts Pilgerstab und Pilgertasche bei ihrem Aufbruch, was die Nähe zum Konzept der Pilgerschaft zeigt. „Man wanderte familienweise ins Heilige Land, und wenn der Vater unterwegs umkam, zog die Ehefrau mit den Kindern weiter.“

## Erwähnung in erzählenden Quellen
Hochadlige Frauen bis hin zu den Kreuzfahrer-Königinnen brachten ihr eigenes Gefolge an Dienerinnen (cubiculariae) auf dem Kreuzzug mit.
Je geringer der gesellschaftliche Status, desto beiläufiger geschieht die Erwähnung von Frauen in den Quellen. So berichtet der Chronist Albert von Aachen von einer Kreuzfahrergruppe, die bereits in Nordanatolien von Seldschuken getötet bzw. gefangen genommen wurde. Er beschreibt das Leiden der „überaus vornehmen Frauen und ausgezeichneten Matronen“ und ergänzt knapp, dass unter den Toten auch (einfache) Frauen gewesen seien.
Frauen im Tross trugen aktiv zur Durchführung eines Kreuzzuges bei. Sie nähten die ledernen Überzüge zum Schutz der Belagerungsmaschinen, sie bekochten die Kämpfer und pflegten die Verwundeten. Am häufigsten erwähnen die Quellen Wäscherinnen, eine größere und anscheinend unverzichtbare Frauengruppe, worunter es alte, ehrbare Personen und junge Frauen gab, deren Anwesenheit von manchen Chronisten (die ein Enthaltsamkeitsideal hochhielten) missbilligt wurde. Ob Prostituierte die Kreuzfahrer begleiteten, ist aus den Quellen aber nicht klar zu belegen.
Einige hochadlige Frauen hatten Gelegenheit, auf das Kreuzzugsgeschehen selbst Einfluss zu nehmen. Vom Wochenbett aus organisierte beispielsweise Margarete von der Provence während des Sechsten Kreuzzugs die Verteidigung in der Festung Damiette und erreichte die Freilassung ihres Mannes, der in Gefangenschaft geraten war.

## Bekannte Kreuzfahrerinnen

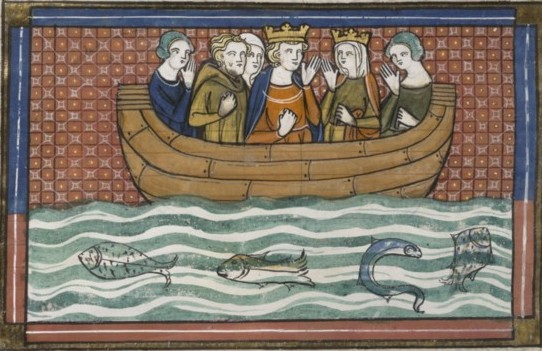
Richard Löwenherz und Berengaria von Navarra bei der Überfahrt ins Heilige Land

- Florine von Burgund
- Ida von Österreich
- Eleonore von Aquitanien
- Berengaria von Navarra
- Johanna von England
- Marie von Champagne
- Margarete von der Provence
- Beatrix von der Provence
- Mathilde von Brabant
- Isabella von Aragón
- Isabella von Frankreich
- Johanna von Toulouse
- Eleonore von Kastilien
- Alix von Bretagne